# Nuestra Señora de Pontmain
Nuestra Señora de Pontmain, también llamada Nuestra Señora de la Esperanza (en francés, Notre-Dame de Pontmain), o Nuestra Señora de la Oración (en francés, Notre-Dame de la Prière), más conocida como Virgen Madre de la Esperanza, es una advocación mariana reconocida por la Santa Sede a partir del pontificado de Pío XI. Después de Nuestra Señora de Lourdes y junto con Nuestra Señora de La Salette, se trata de una de las tres advocaciones más representativas de Francia.
La Iglesia católica sostiene que la Virgen María se manifestó en Pontmain, Francia, el 17 de enero del 1871. En aquel invierno enmarcado por la guerra franco-prusiana, cuatro meses después de que Napoleón III cayera cautivo en la batalla de Sedán, el ejército prusiano dominaba dos terceras partes de Francia y se hallaba a pocas millas de la villa de Pontmain, de unos 500 habitantes. La gente se había cansado de pedir que la guerra cesara. Cuatro niños, Eugenne Barbedette, Joseph Barbedette, François Richer y Jeanneth-Marie Lebossé, declararon la aparición de una «bella señora» con los brazos extendidos, vestida de azul oscuro con estrellas doradas, un velo negro y una corona de oro. Otros dos niños, Eugenio Friteau y Agustín Boitin, se sumaron a los anteriores. En sus testimonios, los niños manifestaron como mensaje escrito aparecido a los pies de la Virgen su deseo de que la gente rezara, letra tras letra, aparece un mensaje, inmediatamente deletreado y leído por los niños: «Oren, hijos míos, Dios les responderá en poco tiempo. Mi Hijo les oye». Al tiempo preciso de la aparición, el general prusiano Karl von Schmidt, presto a arrasar con el pueblo de Laval en dirección a Pontmain, recibió órdenes del alto mando de no tomar la ciudad. Finalmente, la invasión de Bretaña nunca se efectuó ya que once días después, el 28 de enero de 1871, finalizó el sitio de París y se firmó el armisticio entre Francia y Prusia. El obispo de Laval, monseñor Wicart, declaró las apariciones como auténticas: 

Yo mismo considero que la Inmaculada Virgen de la Esperanza se apareció ante estos cuatro niños y no tengo ni menor duda.

 Hoy en día se erige en el lugar declarado por los niños un santuario al cual peregrinan unas 200 000 personas cada año.

## Contexto histórico
El contexto de la aparición de la Virgen de Portmain se sitúa en el contexto de la Guerra franco-prusiana: los ejércitos del Segundo Imperio Francés habían sido derrotados y el Segundo Imperio Francés aplastado ingresando así las tropas alemanas-prusianas en territorio francés. El 12 de enero de 1871 los prusianos entraron en Le Mans y avanzaron en dirección al oeste (entonces en dirección a la Mayenne). Las poblaciones locales aportaron numerosos hombres para defenderse en la guerra franco-prusiana pero no se obtenían noticias de ellos, al mismo tiempo se produjo una epidemia de fiebre tifoidea y de viruela. Mucha gente se refugiaba en la iglesia de la aldea tratando de orar para que la guerra cesara. Cansados de orar fervientemente, cuatro niños testimoniaron la aparición de la Virgen el 15 de enero del 1871 cuando se encontraban fuera de sus casas. En el testimonio de Eugenne Barbedette, uno de los niños dijo:

Yo vi como las estrellas se derretían y luego vimos como se movían juntas en forma de círculo y tomó forma de una silueta femenina...

Los niños Eugenne Barbedette y Joseph Barbedette testimoniaron haber visto en el cielo una luz resplandeciente y a una hermosa señora (como ellos la denominaron) en el tejado de un granero. Los niños sorprendidos y algo atemorizados se acercaron a aquel lugar y contemplaron la aparición de María. Minutos después, dos niños más se acercaron (François Richer y Jeanneth-Marie Lebossé) y algunas personas también contemplaron la aparición; y en su testimonio relataron no haberla oído, solamente la veían.

## Mensaje en la noche
Los cuatro videntes relataron haber recibido un mensaje durante la aparición. Joseph y Eugenne fueron los principales protagonistas en recibir el mensaje de la Virgen:
Oren hijos míos, oren mucho, estoy yo aquí para escuchar sus peticiones....
y por con siguiente recibieron otro mensaje de la Virgen María en esa misma noche:
Recen mucho hijos míos, Dios los escuchara muy pronto, Jesús, mi hijo amado se deja mover a su compasión, está abierto a sus plegarias....
Jeanneth-Marie y François relataron no haber escuchado a la «bella señora» sino haber visto un "ovalo azul" y "velas apagadas" que rodeaban a la hermosa señora. Los principales protagonistas entonaron una canción a la Virgen como una prueba fiel de su devoción, cuando ella desapareció del tejado.

## Aparición siguiente
En la noche del 16 de enero del 1871, los niños regresaron con una muchedumbre de 15 mil personas al lugar en donde testimonaban que la «hermosa señora» se había aparecido la noche anterior. Dijeron que la Virgen se apareció nuevamente, pero que esta aparición fue diferente:
La hermosa y bella señora se apareció pero vimos en su mirada una tristeza indescriptible, tenía sus manos alzadas como si calmara a una multitud y en eso apareció un crucifijo rojo del color de la sangre, frente a ella y supimos mis amigos, mi hermano (Joseph) y yo que era el Jesucristo ensangrentado. En lo alto de la cruz había un letrero blanco que decía: "jesus·christ" (Jesucristo). La hermosa señora sostiene el crucifijo con sus manos y nos los enseña cuando una estrella dorada enciende las cuatro velas que esta en el "ovalo azul", el crucifijo desaparece cuando María (desde un principio no supimos que era la madre de Dios) toma su actitud inicial, extiende sus brazos hacia al cielo. En ese momento la muchedumbre se arrodilla en la nieve ante la oración nocturna y un gran velo muy blanco como la nieve encubre de los pies a la cabeza de la hermosa señora hasta desaparecer totalmente del tejado. Nosotros dijimos "todo ha terminado" y nos levantamos de la nieve y nos fuimos a nuestras casas con los corazones muy felices....

## Aspecto de la señora
Cuando se aprobaron las apariciones de la Virgen, el obispo local les preguntó como era el aspecto de la Virgen cuando se les aparecía y ellos hicieron una lista especial de cómo era la imagen de la Virgen:
- Joven (entre los 18 o 20 años).
- Con una túnica azul real con estrellas doradas.
- Casi blanca (como la luz).
- Con un velo negro en su cabeza.
- Con una corona dorada brillante con una raya roja.
- De pie sobre una nube blanca.
- Un crucifijo de color rojo sangre con un pequeño letrero arriba "Christ", la tiene sosteniéndola en sus manos (en la aparición del 16 de enero).

## Aprobación eclesiástica

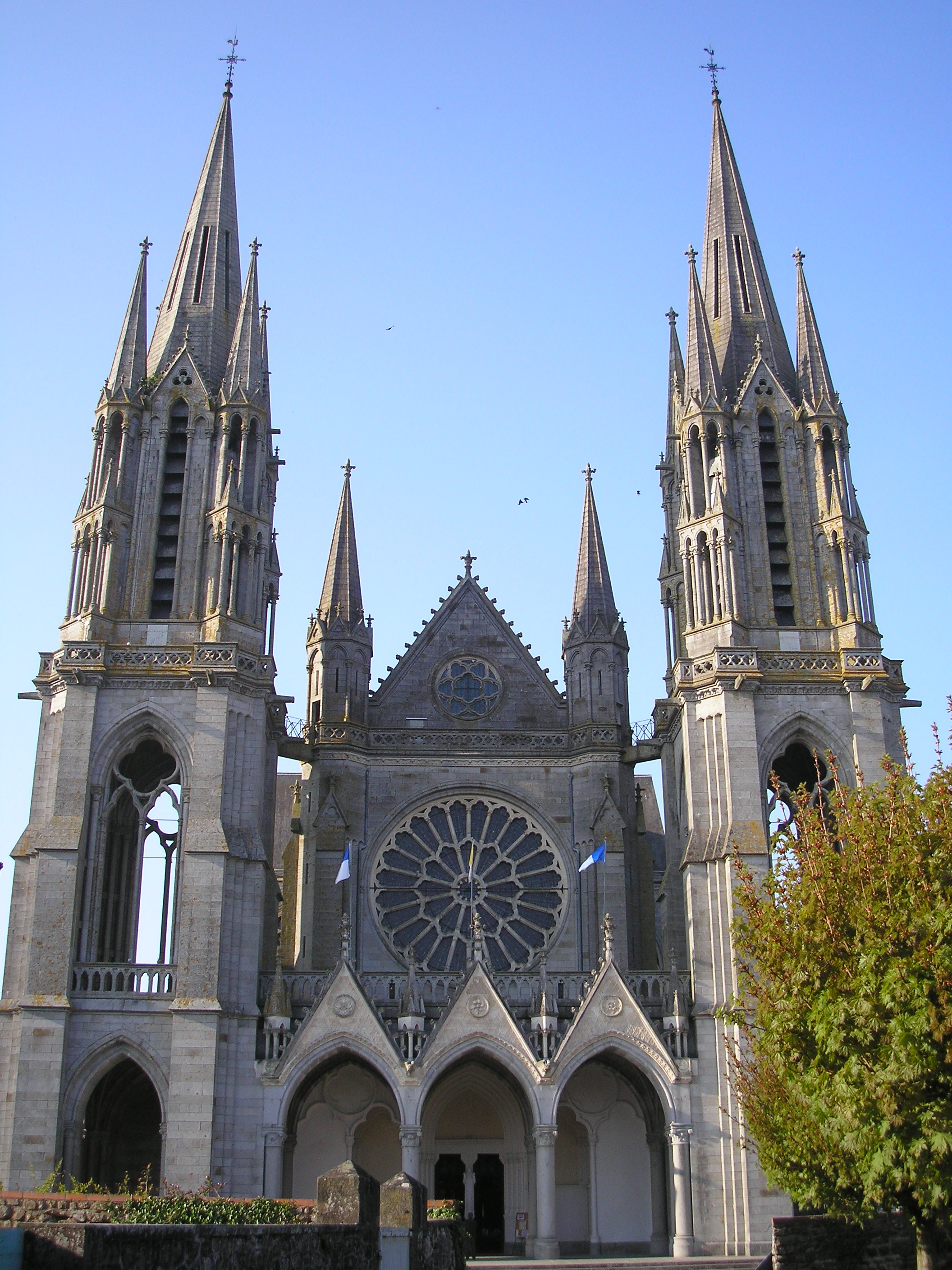
Santuario de Nuestra Señora de Pontmain.

Cuando las apariciones de la Virgen cesaron la guerra entre Napoleón III y Guillermo I terminó y los soldados regresaron a sus casas. La aldea de Pontmain se salvó gracias a las apariciones de la Virgen María en el tejado de un granero. Tras un largo periodo de encuesta, el Obispo de la aldea Monseñor Wicart Zavert reconoció esta apariciones como "auténticas revelaciones". Y desde entonces se erigió un santuario, el santuario de Nuestra Señora dePontmain en donde 200 000 personas peregrinan y van a visitarla.